# Union royale Namur (basket)
Pour le club de football, voir Union Royale Namur.
 (décembre 2015).
Si vous disposez d'ouvrages ou d'articles de référence ou si vous connaissez des sites web de qualité traitant du thème abordé ici, merci de compléter l'article en donnant les références utiles à sa vérifiabilité et en les liant à la section « Notes et références ».
Maillots
L’Union Royale Namur était un club belge de basket-ball issu de la fusion entre l'Athénéum et de la R.A. Salzinnes, évoluant au Hall Octave Henry à Namur (Saint-Servais).

## Historique
En 2010 l'équipe évolue en R1 et est championne et gagne la coupe.

## Palmarès
- 1958-1959 : champion en D3 nationale
- 1959-1960 : champion en D2 nationale
- 2002-2003 : champion provincial (Namur)
- 2006-2007 : champion provincial (Namur)
- 2009-2010 : champion régional + coupe awwb

## Salle
Hall Octave Henry, route de Gembloux 224 à 5002 Namur (Saint-Servais).
Capacité : 1 500 places.

## Effectif 2009-2010
- DEFAUX Michaël
- MOLLE Sébastien
- NOEL Gilles
- RAMAZAN Turkish
- SMAL Jonathan
- WILLMONT Sebastien

- Entraîneur : LEMPEREUR Léon